# Habitatge al carrer del Nord, 8-10 (Castellterçol)
L'Habitatge al carrer del Nord, 8-10 és una obra de Castellterçol (Moianès) inclosa a l'Inventari del Patrimoni Arquitectònic de Catalunya.

## Descripció
Aquesta casa està situada al centre històric de Castellterçol; fa cantonada, amb façana al carrer Nord i al carrer Camp Guarda. Consta de planta baixa i pis. La coberta és a dues vessants. Les obertures són quadrades amb llindes de pedra que fan la forma d'un arc conopial.

## Història
La casa va ser reformada parcialment el 1923, es va arrebossar les parets i es va allindar novament el portal d'entrada i les finestres.